# Philip van Kouwenbergh
Philip van Kouwenbergh (1671, Amsterdam - 1729, Amsterdam)est un peintre néerlandais du siècle d'or.

## Biographie
Philip van Kouwenbergh est né en 1671 à Amsterdam aux Pays-Bas et y est baptisé le 25 février 1671. 
Bien que n'étant pas l'élève du peintre Elias van den Broeck, l'artiste s'inspire fortement de ses œuvres. Il se spécialise dans la peinture de natures mortes, et la peinture de fleurs en particulier.
Il meurt en 1729 à Amsterdam et y est enterré le 11 mars 1729.

## Œuvres
- Fleurs dans un vase[2], The National Gallery of Art, Washington D.C